# 澤村精四郎 (2代目)
二代目 澤村 精四郎（さわむら きよしろう、1978年〈昭和53年〉6月9日 - ）は、歌舞伎役者、俳優。師匠は二代目澤村藤十郎および日舞・世家真ますみ。屋号は、紀伊國屋。定紋は笹竜胆。歌舞伎名跡「澤村精四郎」の当代。30年弱名乗っていた前名・澤村國矢（）としても知られる。
舞踊名は世家真 國矢。本名は吉川 文康（よしかわ ふみやす）。

## 来歴
1987年〈昭和62年〉から1992年〈平成4年〉まで劇団東俳、音羽グループに所属し、9歳より子役として舞台や映像作品に出演。
1988年7月、東京・歌舞伎座『歌舞伎座百年 市川猿之助七月大歌舞伎』の『通し狂言 義経千本桜』にて、子役として着ぐるみの子狐役で初舞台を踏む。
2ヶ月後、同じく歌舞伎座『九月大歌舞伎』の『天衣紛上野初花（河内山）』でのちに師匠となる澤村藤十郎演じる松江出雲守とその出雲守付きの小姓役として共演し、毎日教わるうちに「歌舞伎役者にならないか」との誘いを受けている。
1991年〈平成3年〉6月9日・自身の13歳の誕生日より、世家真（）流家元・世家真ますみに師事、日本舞踊を学び続け2022年5月に名執を許可された。
1995年〈平成7年〉3月に澤村藤十郎に入門し、同年5月、金丸座『第十一回四国こんぴら歌舞伎大芝居』の『廓文章』の吉田屋の若い者役にて「澤村國矢」を名のる。
2007年〈平成19年〉5月、名題適任証を取得し、2010年〈平成22年〉2月、『歌舞伎座さよなら公演 二月大歌舞伎』の『籠釣瓶花街酔醒』に於いて、若い者千吉役で名題昇進披露を行なった。
2009年〈平成21年〉11月、二代目尾上松也主宰の自主公演『挑む』の立ち上げに参加し、正式なメンバーとして毎公演に出演。
2016年〈平成28年〉4月、千葉県・幕張メッセ開催『ニコニコ超会議』企画の一環で初演された第1回超歌舞伎公演『今昔響宴千本桜（）』にて主演・中村獅童の敵役・青龍の精役を勤めたのち、毎公演レギュラー出演を重ね好評を博す。
2019年〈令和元年〉8月、京都四條南座『八月南座超歌舞伎』で再演された『今昔響宴千本桜』のリミテッドバージョンに於いて、初主演・佐藤四郎兵衛忠信役に抜擢され熱演。この超歌舞伎出演を含め、脇役「早見藤太」「閻魔大助」「金町の半次郎」などでも優れた成果・実力を示したと高評価され、令和元年度の第21回『日本俳優協会賞本賞』を受賞し、コロナ禍の影響を受け延期となっていた表彰式が2023年9月28日開催の第39回『俳優祭』にて執り行われた。
2018年〈平成30年〉9月25日、重要無形文化財（総合認定 / 第十五次）に認定され「伝統歌舞伎保存会」会員となる。
2018年12月より2021年10月まで機内放映され、松竹の全面協力・尾上松也監修で歌舞伎をテーマに制作されたANA全日空の「機内安全ビデオ」に、松也以外の先述『挑む』メンバー3名が主に出演し、國矢は隈取した『菅原伝授手習鑑』舎人梅王丸役の拵えで登場した。
2024年〈令和6年〉9月24日、同年12月の歌舞伎座『十二月大歌舞伎』第一部『あらしのよるに』の「ばりい（狼）」役にて師匠・二代目澤村藤十郎の芸養子となり、その前名「澤村精四郎」を二代目として襲名することが発表された。精四郎の幹部昇進に尽力した中村獅童と2人で『あらしのよるに』劇中にて襲名披露口上が行われた。

## 人物・その他
- 妻は女優・宮菜穂子[4]。

- 歌舞伎エンタメ専門誌『演劇界』（休刊）がかつて不定期で発行していた『最新歌舞伎俳優名鑑』は役者本人が記入する書面アンケート式で、國矢は「今後演じてみたい役」の項目に『義経千本桜（吉野山の段）』の「忠信」1役のみを挙げ続けていた[注 5]。場面や衣裳が大きく異なるものの、2019年8月南座リミテッドバージョンは千本桜モチーフの芝居で主演・佐藤忠信を國矢に抜擢した理由が此処にもある。

- 928の日：ある澤村國矢ファン（観客）が2021年頃より芸名「國矢」の語呂合わせで、9月28日にSNSでハッシュタグを付与し『928の日』『國矢の日』とした遊びの一種。
「澤村精四郎 (@kuniya_sawamura) - X（旧Twitter）本人」や公式ホームページの運営管理をしている「928事務局 (@kino_928) - X（旧Twitter）[31]」側もファン向けにメッセージを投稿したり、ファンが國矢の画像をSNSにアップロードするなど公認の交流を楽しむ日として國矢ファンの間で定着し始めていたが[32][33][34]、國矢の「二代目澤村精四郎」襲名発表を受け、2024年9月28日が『ラスト928の日』となった[35]。